# Кмицич, Миколай
Миколай Кмицич (пол. Mikołaj Kmicic; 1601? — 1632) — польский иезуит из Вильно, один из лучших новолатинских поэтов XVII века.
Происходил из оршанской шляхты. Его племянником был стражник Великий литовский Самуил Кмитич.
Его сочинения: «Dithyrambus seu panegyricus Georgii Tyszkiewicz» (Вильно, 1628); другой дифирамб издан в «Epicitharismata ad lyram Р. Casimiri Sarbiewski». Ему же приписывается поэма «Josaphatidos, sive de nece B. Iosaphat Kuncewicz ... libri III» (Вильно, 1627).